# Protea repens
Protea repens (лат.) — кустарник, вид рода Протея (Protea) семейства Протейные (Proteaceae). Прямостоячий кустарник, произрастающий в южных регионах Южной Африки. По сравнению с другими протеями этот вид хорошо адаптируемый и изменчивый и его можно найти растущим на различных почвах. Благодаря своим эффектным цветам и приспособляемости P. repens — популярное садовое растение в Южной Африке. Большое количество нектара привлекает к цветущему растению птиц, пчёл и других насекомых.

## Таксономия
Вид Protea repens был описан Карлом Линнеем. Видовое название- от латинского слова repens, которое означает «ползучий», случай ошибочной идентификации, когда Линней использовал две разные иллюстрирации для описания вида: на одной был изображен P. repens, а на другой — карликовое ползучее растение другого вида.

## Описание
Protea repens — густой кустарник высотой 1-4 м с линейными гладкими листьями и довольно крупными продолговатыми цветками, цвет которых варьируется от кремового до тёмно-красного летом или зимой, в зависимости от разновидности. Соцветия — цветочные головки — с набором маленьких цветков в центре, окружённых большими красочными прицветниками. Форма цветочных головок очень характерна у P. punctata, они имеют форму чаши и образуют перевёрнутую коричневую семенную головку, напоминающую «фунтик мороженого».

Protea punctata
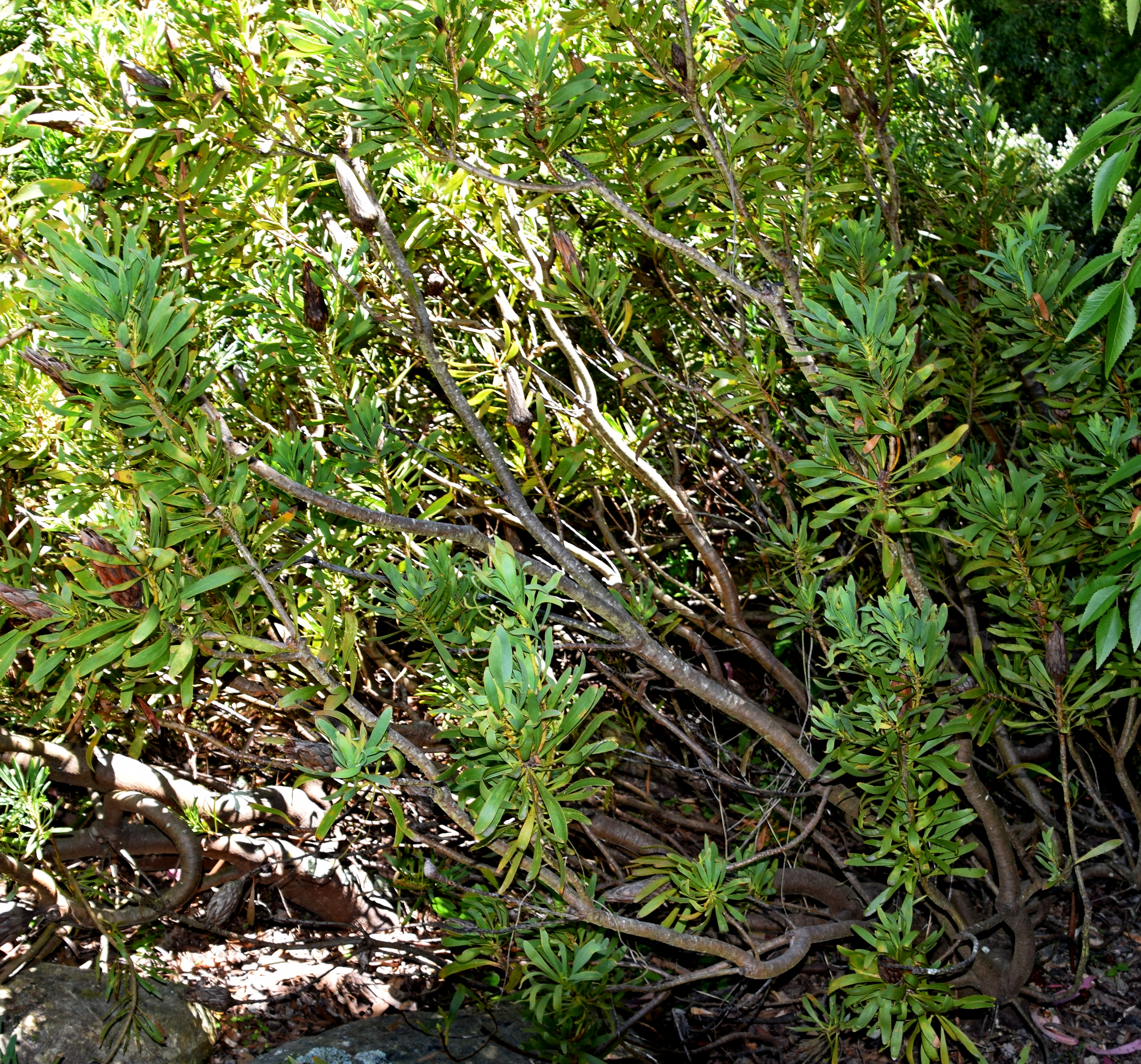
Общий вид
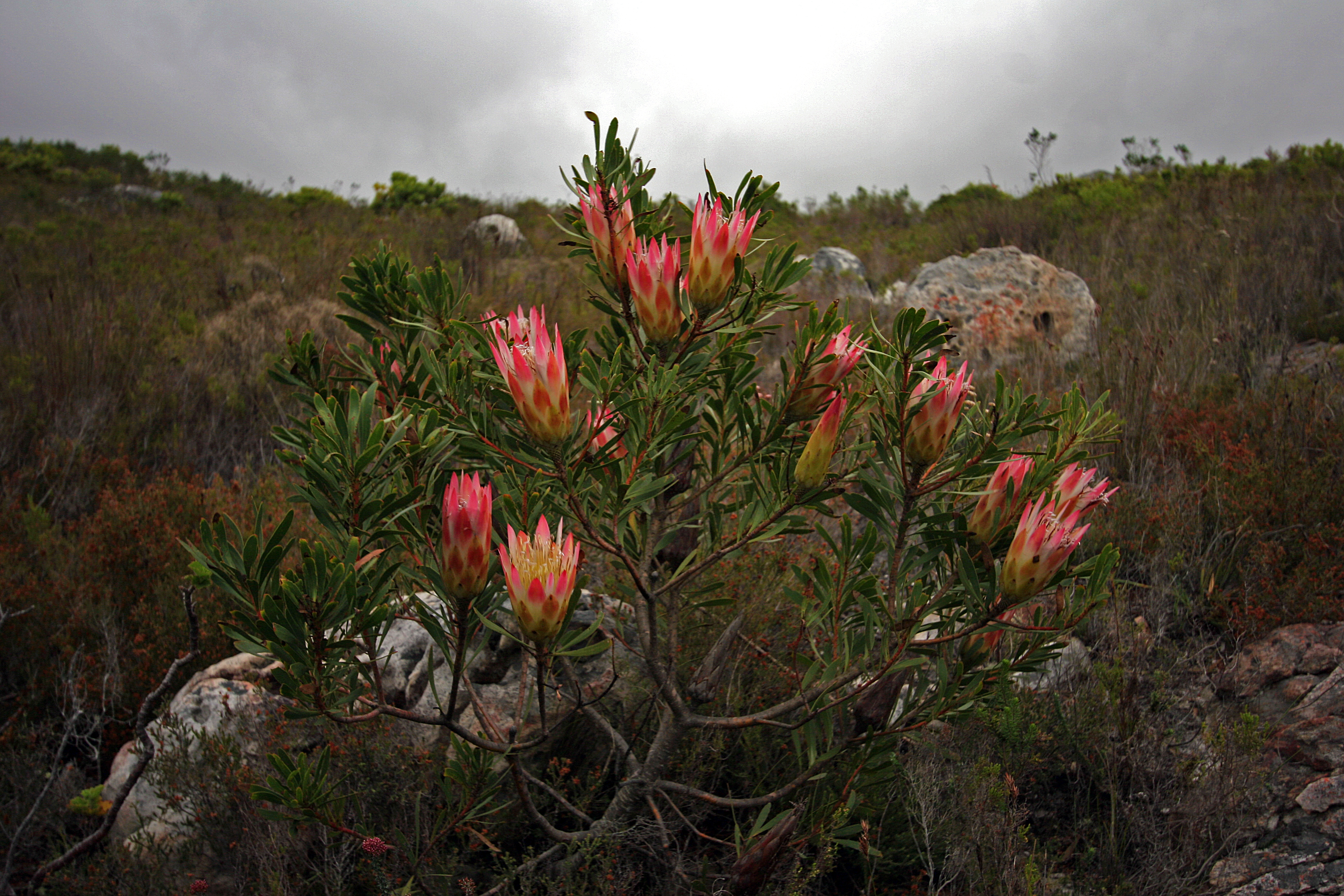
P. repens в финбоше
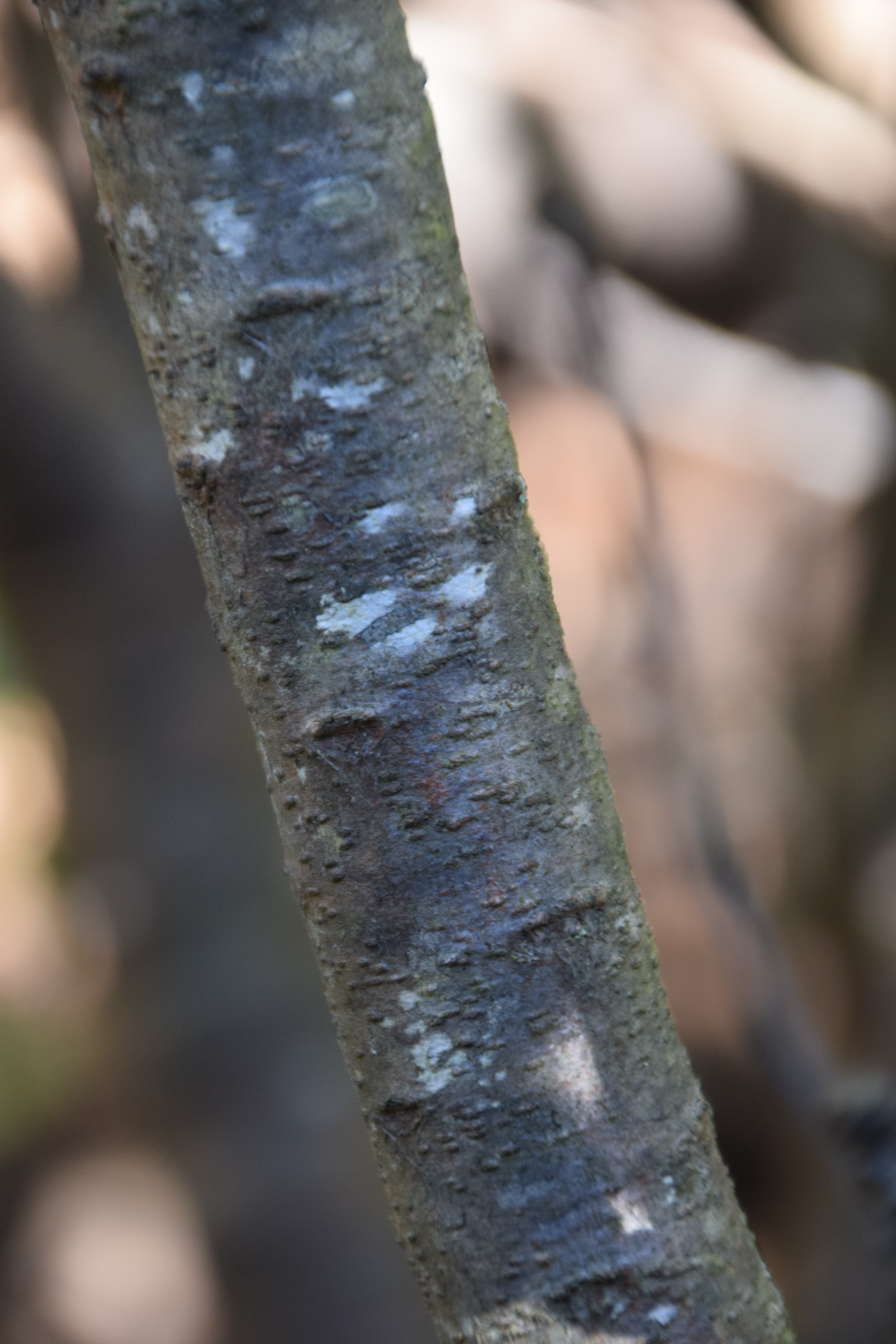
Ствол
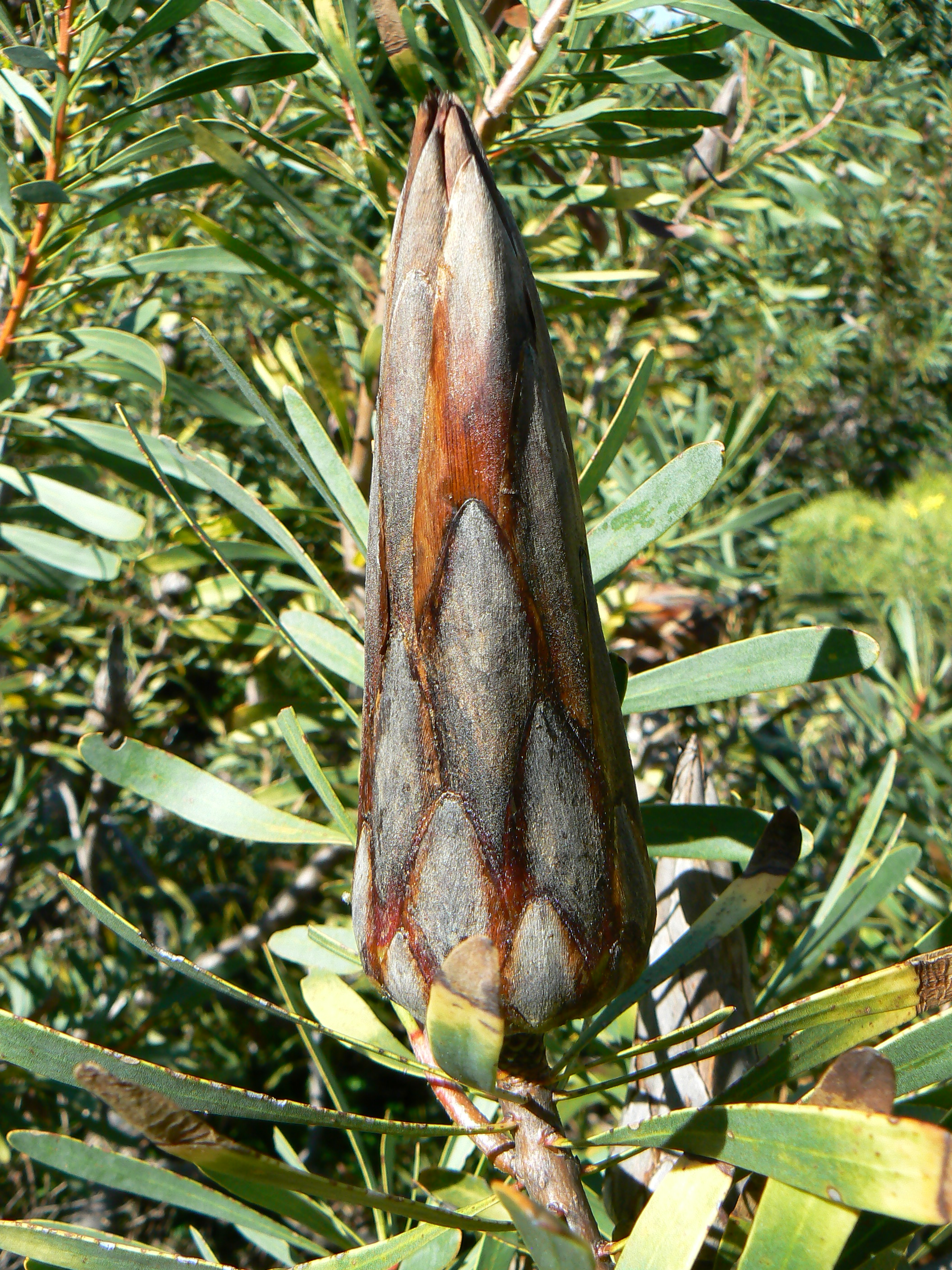
Бутон
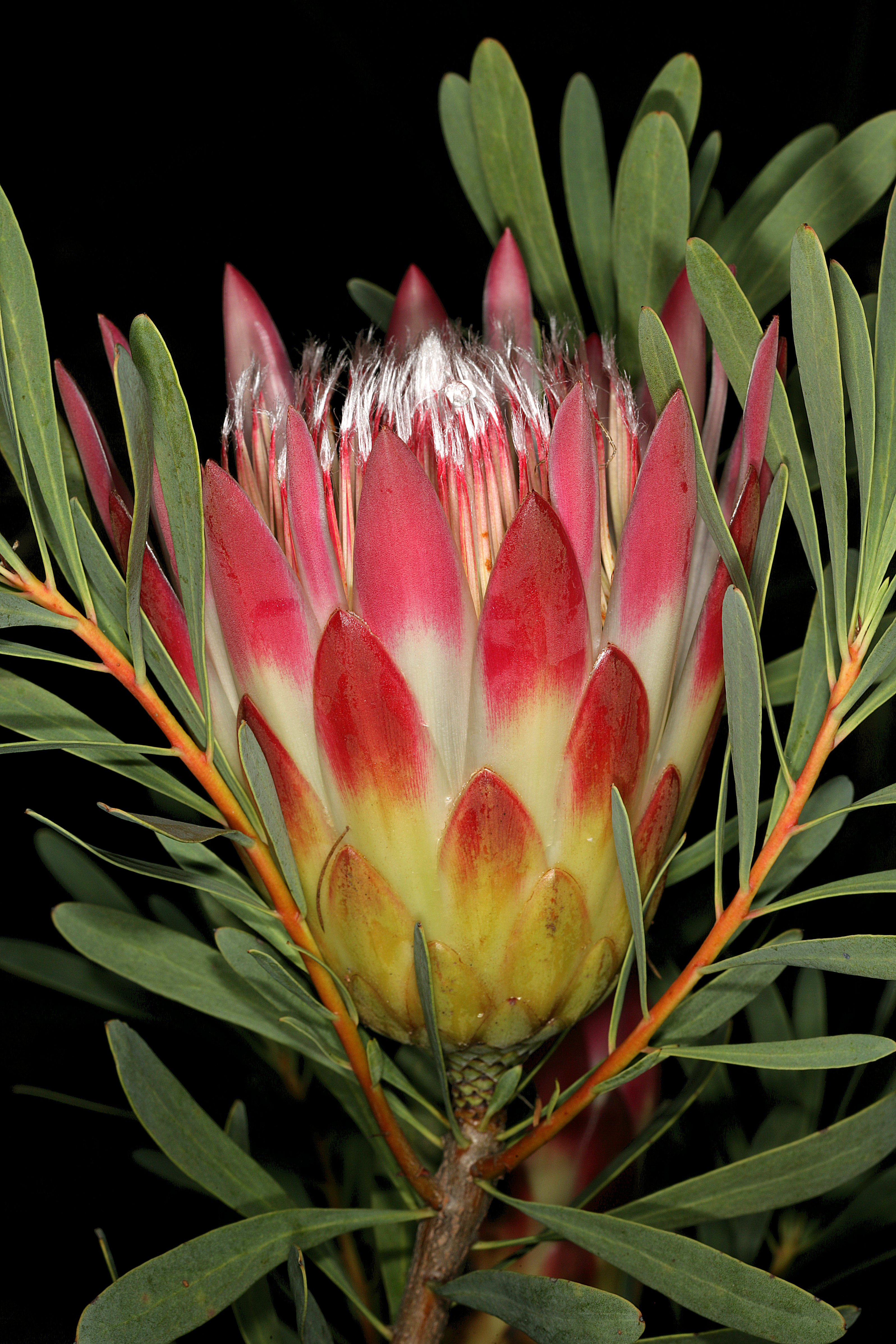
Соцветие

## Распространение и местообитание
Protea repens — эндемик Южной Африки. Растёт в финбошах на различных почвах. Как и многие другие виды этого рода, P. repens адаптирован к среде, в которой лесные пожары необходимы для воспроизводства и регенерации. Большинство видов протей можно отнести к одной из двух широких групп в соответствии с их реакцией на лесные пожары: в первой группе взрослые растения погибают от огня, но огонь одновременно вызывает высвобождение семян из огнеупорного соцветия, что способствует росту следующего поколения; во второй группе взрослые растения выживают при пожаре за счёт подземного лигнотубера, давая ростки из лигнотуберкулеза или, реже, из эпикормовых почек, защищённых толстой корой. P. repens погибает при пожаре, его жизненный цикл зависит от семян, которые могли храниться под землёй муравьями или оставаться на старых цветочных головках.

## Биология
Цветы этого вида опыляются как нектароядными птицами, так и насекомыми, такими как медоносные пчёлы Apis mellifera capensis.

## Использование
Protea repens использовалась на протяжении веков в качестве источника дров, а также для нектара, производимого цветами, а в последнее время — отраслью срезанных цветов. В прошлом обильно производимый нектар собирали для варки в сладком сиропе, так называемом боссиструпе, что означает «сироп куста», который являлся важным компонентом аптечных сундуков XIX века в Капских провинциях. Индустрия срезанных цветов использует различие между разновидностями во времени цветения и цвета соцветий и произвела множество прекрасных гибридов и сортов, таких как «Герна», «Либенчерри», «Снейд», «Сахарный папочка» и «Венера». Эти растения и срезанные цветы, можно найти в питомниках Новой Зеландии, Австралии, Израиля и Южной Африки.